# Onza
Die Onza ist ein Kryptid, also ein nach Ansicht Einzelner potenziell real existierendes Fantasiewesen, das in Mittelamerika zur Zeit der spanischen Conquistadores gelebt haben soll. Es handelt sich dabei um eine Raubkatze, die bei den Azteken unter dem Namen cuitlamiztli bekannt war.
Nach den spanischen Berichterstattern sollen Onzas im privaten Tiergehege des aztekischen Herrschers Moctezuma II. neben Pumas (leones) und Jaguaren (tigres) gehalten worden sein. Später wurde von spanischen Siedlern im Gebiet um Sinaloa in Mexiko gelegentlich von Onzas berichtet, die hier neben Pumas und Jaguaren leben sollten. Dabei berichteten Missionare wie der Jesuit Ignaz Pfefferkorn, dass die Onza gefährlicher und weniger zurückhaltend sei als der Puma und es regelmäßig zu Angriffen auf Menschen komme. Pfefferkorn, der 1757 ein Exemplar zu Gesicht bekommen haben will, beschrieb dies in seiner 1794 erschienenen Landesbeschreibung von Sonora. Er schildert dort die Onza als eine wolfsähnliche Katze mit einem im Vergleich zum Puma länglich, dünn und schmal geformten Körper. Das Fell sei rötlich gefärbt. 
In den Jahren 1938 und 1986 wurden in Sinaloa Tiere geschossen, die als Onza identifiziert wurden. Sie ähnelten den Pumas, waren jedoch schlanker gebaut, hatten längere Beine und längere Ohren und waren gefleckt. Molekularbiologische Untersuchungen an dem Tier von 1986 zeigten charakteristische Merkmale der Pumas aus dem westlichen Nordamerika, die Wissenschaftler schlossen jedoch die Möglichkeit der Onza als Unterart des Puma nicht aus.
Der wissenschaftliche Name für den Jaguar ist Panthera onca. Das spanische Wort Onza wird sowohl für den Jaguarundi als auch für den Schneeleoparden benutzt.